# Malma kvarn
Malma kvarn är ett område i Stockholms innerskärgård och på Fågelbrolandet i Värmdö kommun. Svenska Kryssarklubben har här sedan 1946 en segelbåtshamn och klubbhus med restaurang samt huvudbyggnad för de seglarläger som klubben bedriver för ungdomar på sommaren. Från 2015 till 2023 avgränsade SCB här en småort.
Där finns också en gästhamn och en badstrand i en sötvattenssjö. 
Det har funnits en vattendriven kvarn.